# Саловаара, Яакко
Яакко Сакари Саловаара (фин. Jaakko Sakari Salovaara, род. 13 января 1975 года), более известный под сценическим псевдонимом JS16 ― финский музыкант, диджей и музыкальный продюсер. Он наиболее известен своей работой с финской хип-хоп группой Bomfunk MC's, продюсировавшей их самую успешную песню «Freestyler», и своей работой с финским диджеем и продюсером Darude, а также другими сольными работами и ремиксами. Он является частью диджейского дуэта Dallas Superstars с Heikki L и владеет лейблом танцевальной музыки 16 Inch Records.

## Карьера
Его первым релизом в 1991 году стал сингл «Hypnosynthesis», выпущенный в возрасте 16 лет (отсюда и цифра 16 в его псевдониме). С выходом альбома клубной/танцевальной музыки Stomping System в 1998 году и такими хитами, как «Stomp to My Beat» и «Love Supreme», он привлек внимание финской публики. Кроме того, сингл «Stomping System» также достиг 6-й строчки в британском клубном чарте.
JS16 также приобрел известность, будучи продюсером финской электро-хоп группы Bomfunk MC's, выпустившей три альбома и европейский хит «Freestyler» (2000). Он также спродюсировал международные клубные гимны, такие как «Sandstorm» и «Feel the Beat», совместно с финским диджеем Darude.
В 2002 году он спродюсировал ремикс сингла Бритни Спирс «Overprotected». Его ремикс также был включен в саундтрек к фильму Спирс «Перекрестки» 2002 года.
В настоящее время JS16 является продюсером финской группы Mighty 44. Кроме того, он является участником группы Dallas Superstars вместе со своим соотечественником Бостиком (он же Хейкки Лииматайнен). Их дебютный альбом Flash 2003 года, с такими хитами, как «I Feel Love» достиг 1-го места в финских и шведских танцевальных чартах и «Fast Driving» занял 4-е место в клубном чарте Великобритании летом 2004 года.

## Дискография

### Альбомы
- Stomping System (1998)
- InTheMix (2000)
- Trancemania (2001)

### Синглы
As lead artist
- 1991: "Hypnosynthesis"
- 1992: "Untitled" (featuring Markku Lintula)
- 1997: "Stomping System" (UK #76, Aug 1998)
- 1997: "Stomp To My Beat"
- 1999: "Love Supreme" (UK #77, Apr 1999)
- 2007: "Rosegarden"
- 2008: "Lights Go Wild"
- 2012: "Hale Bopp" (with Orkidea)
- 2014: "Girls On Film" (with Erkka)
- 2019: "Don't Stop" (with Dex featuring Fiia)[6]
- 2020: "In The Spot" (with Stella Mwangi featuring B.O.W.)

As featured artist
- 2009: Ola featuring JS16 - "PlayMe"
- 2011: Pandora featuring JS16 - "You Woke My Heart"
- 2016: Tom & Hills featuring JS16 - "Another Chance"
- 2018: JES featuring Joonas Hahmo and JS16 - "The One"